# Losheimergraben
Losheimergraben sau Losheimer Graben este o localitate situată de o parte și de cealaltă a graniței dintre Germania și Belgia. Partea germană aparține de comuna Hellenthal iar partea belgiană aparține de Comuna Büllingen. Până în anul 1977 satul a aparținut de comuna belgiană Manderfeld care a fost unită ulterior cu comuna Büllingen. Losheimergraben se află în apropiere de locul de formare al râului Kyll și Our, în Munții Eifel, fiind localitatea belgiană situată la cea mai mare altitudine, 680m. 
Satul se află la intersecția drumurilor belgiene N626 și N632 cu drumurile germane B265 și B421. După deschiderea granițelor dintre Germania și Belgia nu mai există table indicatoare care marchează teritoriul belgian sau german..
1. ↑  Format:BT-Drs: Deutsch-belgischer Grenzvertrag von 1956 (PDF; 4,3 MB)
2. ↑  Daniel-Erasmus Khan: Die deutschen Staatsgrenzen : rechtshistorische Grundlagen und offene Rechtsfragen. Mohr Siebeck, Tübingen 2004, ISBN 3-16-148403-7, S. 471. (Losheimergraben pe Google Books mit Verweis auf BGBl. II, 1958, S. 263 f.)